# Ken Olin

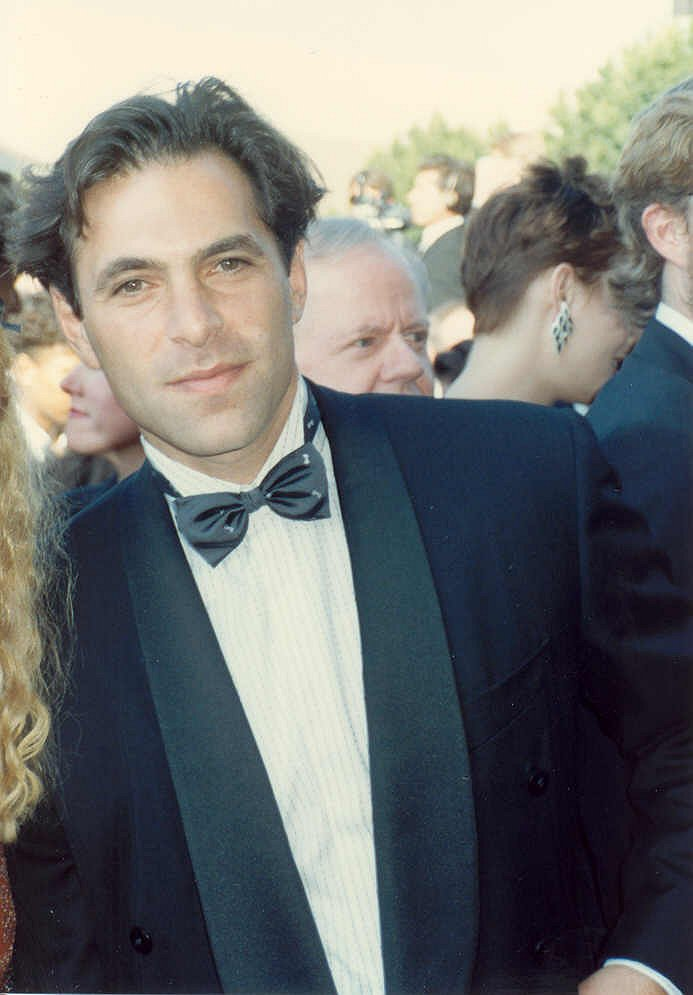
Ken Olin (1989)

Kenneth Edward Olin (* 30. Juli 1954 in Chicago) ist ein US-amerikanischer Schauspieler, Filmregisseur und Filmproduzent.

## Leben
Olin wurde 1954 in Chicago als Sohn eines ehemaligen Beamten des Friedenscorps und Eigentümer eines Pharmaunternehmens in eine jüdische Familie geboren. Er wuchs in Highland Park im US-Bundesstaat Illinois auf. Er machte 1972 seinen Abschluss an der Putney School in Putney, im US-Bundesstaat Vermont. Er ist Absolvent der University of Pennsylvania. Seit 1982 ist er mit der Schauspielerin Patricia Wettig verheiratet. Er ist Vater von drei Kindern. Seine Tochter Roxy Olin ist ebenfalls Schauspielerin.

## Karriere
Ende der 1970er Jahre debütierte Olin als Fernsehschauspieler in einer Episode der Fernsehserie The Paper Chase sowie in einer Nebenrolle im Fernsehfilm Women at West Point. Größere Serienrollen erhielt er Mitte der 1980er Jahre in den Fernsehserien Bay City Blues als Rocky Padillo, in Polizeirevier Hill Street als Detektiv Harry Garibaldi oder in Falcon Crest als Father Christopher. Von 1987 bis 1991 spielte er in der Fernsehserie Die besten Jahre die Rolle des Michael Steadman und war der einzige Schauspieler im Cast, der in allen 85 Episoden auftrat. 1988 war er als Jim Sandler im Film Gebot des Schweigens zu sehen.
Weitere Besetzungen hatte er in den Fernsehserien Alias – Die Agentin als David McNeil und in Brothers & Sisters als David Caplan. In beiden Serien fungierte er außerdem als Produzent und Regisseur. Bereits Mitte der 1990er Jahre hatte er erste Erfahrungen als Filmproduzent- und regisseur gesammelt. Als Regisseur war er für den Film Phenomenon II – Ein wunderbares Genie verantwortlich und inszenierte die Pilotfolgen der Fernsehserien Eli Stone, The Arrangement und Grand Hotel. Von 2015 bis 2017 stellte er den Wissenschaftler Professor Robert Oz in der Fernsehserie Zoo dar.

## Filmografie (Auswahl)

### Schauspiel
- 1978: The Paper Chase (Fernsehserie, Episode 1x02)
- 1979: Women at West Point (Fernsehfilm)
- 1981: Zurück bleibt die Angst (Ghost Story)
- 1983–1984: Bay City Blues (Fernsehserie, 8 Episoden)
- 1984: Jumbo Crash (Fernsehfilm)
- 1984–1985: Polizeirevier Hill Street (Hill Street Blues, Fernsehserie, 29 Episoden)
- 1985–1986: Falcon Crest (Fernsehserie, 17 Episoden)
- 1986: Schatten des Ruhms (There Must Be a Pony, Fernsehfilm)
- 1986: Mord ist ihr Hobby (Murder, She Wrote, Fernsehserie, Episode 3x07)
- 1987: Tonight’s the Night (Fernsehfilm)
- 1987: I’ll Take Manhattan (Mini-Serie, 2 Episoden)
- 1987: Hotel (Fernsehserie, Episode 4x17)
- 1987: Hitchhiker – Unglaubliche Geschichten (The Hitchhiker, Fernsehserie, Episode 4x11)
- 1987–1991: Die besten Jahre (Thirtysomething, Fernsehserie, 85 Episoden)
- 1988: Gebot des Schweigens (A Stoning in Fulham County, Fernsehfilm)
- 1988: Der Polizistenmörder (Police Story: Cop Killer, Fernsehfilm)
- 1990: Goodnight Sweet Wife: A Murder in Boston (Fernsehfilm)
- 1991: Geboren in Queens (Queens Logic)
- 1993: Verhängnisvolles Spiel (Telling Secrets, Fernsehfilm)
- 1995: Der Mörder in meinem Bett (Nothing but the Truth, Fernsehfilm)
- 1995: Dead by Sunset (Mini-Serie, 2 Episoden)
- 1996–1997: EZ Streets (Fernsehserie, 12 Episoden)
- 1997: Zwei Singles in L.A. (Til There Was You)
- 1997: Der Advokat des Teufels (The Advocate's Devil, Fernsehfilm)
- 1998–1999: L.A. Doctors (Fernsehserie, 24 Episoden)
- 1999: Das Gen-Experiment (Evolution’s Child, Fernsehfilm)
- 1999: Countdown ins Chaos (Y2K, Fernsehfilm)
- 2001: Say Uncle (Fernsehfilm)
- 2001–2002: Alias – Die Agentin (Alias, Fernsehserie, 3 Episoden)
- 2002: Breaking News (Fernsehserie, Episode 1x01)
- 2005: The Naked Brothers Band – Der Film (The Naked Brothers Band: The Movie)
- 2007–2011: Brothers & Sisters (Fernsehserie, 30 Episoden)
- 2012: Americana
- 2013: Criminal Minds (Fernsehserie, Episode 8x14)
- 2015–2017: Zoo (Fernsehserie, 10 Episoden)
- 2018: The Cloverfield Paradox (Sprechrolle)
- 2020: Thirtysomething(else) (Fernsehfilm)

### Regie
- 1989–1991: Die besten Jahre (Fernsehserie, 6 Episoden)
- 1992: The Broken Cord (Fernsehfilm)
- 1992: Der Schein trügt (Doing Time on Maple Drive, Fernsehfilm)
- 1994: Wolfsblut 2 – Das Geheimnis des weißen Wolfes (White Fang 2: Myth of the White Wolf)
- 1995: Blutiger Befehl (In Pursuit of Honor)
- 1996: EZ Streets (Fernsehserie, Episode 1x02)
- 1998–1999: L.A. Docs (L.A. Doctors, Fernsehserie, 4 Episoden)
- 1999: Für alle Fälle Amy (Judging Amy, Fernsehserie, Episode 1x06)
- 1999–2000: Felicity (Fernsehserie, 2 Episoden)
- 2000: Voll daneben, voll im Leben (Freaks and Geeks, Fernsehserie, Episode 1x10)
- 2000: The West Wing – Im Zentrum der Macht (The West Wing, 3 Episoden)
- 2001–2005: Alias – Die Agentin (Alias, Fernsehserie, 23 Episoden)
- 2002: Breaking News (Fernsehserie, 2 Episoden)
- 2003: The Wonderful World of Disney (Fernsehserie, Episode 45x03)
- 2003: Phenomenon II – Ein wunderbares Genie (Phenomenon II)
- 2006: Introducing Lennie Rose (Fernsehfilm)
- 2006–2011: Brothers & Sisters (Fernsehserie, 20 Episoden)
- 2008: Eli Stone (Fernsehserie, Episode 1x01)
- 2012: The Mob Doctor (Fernsehserie, 2 Episoden)
- 2013–2014: Sleepy Hollow (Fernsehserie, 4 Episoden)
- 2015: The Slap (Fernsehserie, 4 Episoden)
- 2015: The Man in the High Castle (Fernsehserie, Episode 1x03)
- seit 2016: This Is Us – Das ist Leben (This Is Us, Fernsehserie)
- 2017: The Arrangement (Fernsehserie, Episode 1x01)
- 2019: Grand Hotel (Fernsehserie, Episode 1x01)

### Produktion
- 1995: Der große Sturm (Kansas, Fernsehfilm)
- 2001–2006: Alias – Die Agentin (Alias, Fernsehserie, 105 Episoden)
- 2002: Breaking News (Fernsehserie)
- 2003: The Wonderful World of Disney (Fernsehserie, Episode 45x03)
- 2006: Introducing Lennie Rose (Fernsehfilm)
- 2006: Enemies (Fernsehserie, Episode 1x01)
- 2006–2011: Brothers & Sisters (Fernsehserie, 106 Episoden)
- 2007: Brothers & Sisters: Family Album (Fernsehfilm)
- 2008: Eli Stone (Fernsehserie, Episode 1x01)
- 2012–2013: The Mob Doctor (Fernsehserie, 7 Episoden)
- 2013–2014: Sleepy Hollow (Fernsehserie, 20 Episoden)
- seit 2016: This Is Us – Das ist Leben (This Is Us, Fernsehserie)
- 2017: The Arrangement (Fernsehserie, Episode 1x01)
- 2019: Grand Hotel (Fernsehserie, Episode 1x01)